# Makati
Makati è una città altamente urbanizzata (HUC) delle Filippine, ubicata nella Regione Capitale Nazionale.
Il nome Makati deriva dalla parola filippina kati, che significa marea, con riferimento ai flussi del fiume Pasig al nord della città.
Durante la dominazione spagnola, la città si chiamava San Pedro Macati.

## Borghi
Makati è formata da 33 baranggay:
- Bangkal
- Bel-Air
- Carmona
- Cembo
- Comembo
- Dasmariñas
- East Rembo
- Forbes Park
- Guadalupe Nuevo
- Guadalupe Viejo
- Kasilawan
- La Paz
- Magallanes
- Olympia
- Palanan
- Pembo
- Pinagkaisahan

- Pio Del Pilar
- Pitogo
- Poblacion
- Post Proper Northside
- Post Proper Southside
- Rizal
- San Antonio
- San Isidro
- San Lorenzo
- Santa Cruz
- Singkamas
- South Cembo
- Tejeros
- Urdaneta
- Valenzuela
- West Rembo

## Amministrazione

### Gemellaggi
- Cluj Napoca